# ريكي فاي
ريكي فاي (14 مايو 1974 في المملكة المتحدة - )  (بالإنجليزية: Ricky Fay)‏ هو لاعب كريكت بريطاني. لعب مع نادي مقاطعة ميدلسكس للكريكت ‏ وMiddlesex Cricket Board ‏.

## وصلات خارجية
- ريكي فاي على موقع إي آس بي آن كريك إنفو (الإنجليزية)